# Leptamma flavalis
Leptamma flavalis är en fjärilsart som beskrevs av M.Gaede 1969. Leptamma flavalis ingår i släktet Leptamma och familjen nattflyn. Inga underarter finns listade i Catalogue of Life.